# Ainsliaea angustifolia
Ainsliaea angustifolia là một loài thực vật có hoa trong họ Cúc. Loài này được Hook.f. & Thomson ex C.B.Clarke mô tả khoa học đầu tiên.